# Alma-folyói csata
Az alma-folyói csata a krími háború első ütközete volt 1854. szeptember 20-án, mely az inváziós erők győzelmével végződött az oroszok ellen.

## Felvonulás
A brit és francia hadsereg 1854. szeptember 14-én szállt partra a Krím nyugati partján, Szevasztopoltól északra, amelynek elfoglalása a hadmozdulat célja volt. A brit sereg 26 ezer gyalogosból, ezer könnyűlovasból és 60 lövegből, a francia 28 ezer gyalogosból és 72 lövegből állt. A törökök hétezer gyalogossal és ismeretlen számú ágyúval járultak hozzá a közös akcióhoz. Az oroszok 33 ezer gyalogost, 3400 lovast és 120 löveget tudtak bevetni. A brit sereg parancsnoka Lord Raglan tábornok, a franciáé Armand Leroy de Saint-Arnaud marsall, az oroszé Alekszandr Szergejevics Mensikov tábornok volt.
A támadóknak nagyjából 25 kilométert kellett megtenniük az orosz flotta fő fekete-tengeri bázisáig. A Szevasztopolba vezető utat négy, keletről nyugat felé tartó folyó keresztezte, köztük az Alma. Az inváziós csapatok szeptember 19-én indultak meg dél felé. A franciák a tenger partján vonultak, mellettük a törökök, beljebb, a szárazföldi szárnyon pedig a britek haladtak, két oszlopban. A gyalogosok előtti területet és a britek védtelen szárnyát a lovasok ellenőrizték. A brit és francia hadihajók a felvonuló csapatokkal párhuzamosan és valamennyivel előttük úsztak az orosz kikötőváros felé.
Az első összecsapások a felvonulás első napján történtek, amikor a szövetséges erők elérték a Nyugati-Bulhanak folyót. Az oroszok a magaslatokról a folyó mögé vonultak vissza. George Bingham, Lucan grófja megpróbálta üldözni őket a könnyűlovassággal, de Lord Raglan visszavonulásra utasította. A sereg átkelt a folyón, és a dombokon vert tábort. Mensikov úgy döntött, hogy az Alma-folyónál várja be a támadókat, hogy kihasználja a déli part mögötti magas területek kínálta előnyt.
Szeptember 20-án a szövetségesek folytatták útjukat, az előző napi hadrendben. A felvonulás tengelye a postakocsik útja volt, amely mellett mindkét oldalon füves mezők terültek el, lehetővé téve, hogy a csapatok ne csak az úton haladhassanak. Dél körül az egyik hadihajó lőni kezdte a partot a felvonuló csapatok előtt, amelyek felkapaszkodtak az alacsony dombhátak egyikére, amely keresztben feküdt előttük, és elérték az Alma-folyó völgyének bejáratát. A folyópart közelében három település voltː Almatamak a franciák, Tarhanlar (ma Viline része) a britek előtt,  Burljuk közepén. Utóbbi szárazföld felé eső oldalán keresztezte a folyót az út, majd fölfelé, a környező magaslatok közé vezetett.
Az oroszok megszállva tartották a dombokat, hogy csatára kényszerítsék az inváziós erőt. Mensikov seregének fő ereje a brit centrum előtt emelkedő Kurganon helyezkedett el, egy nyolc nehéz ostromlövegből álló üteg körül. A védelem gyújtópontjában az ágyúk álltak, ez a terület később a Nagy orosz üteg és a Nagyobb sánc nevet kapta a támadóktól. Burljuk mögött rögtön egy magaslat helyezkedett el, amely az ott működő telegramirodáról a Távíró-domb nevet kapta. A felvonulásra használt út a Kurgan- és a Távíró-domb között haladt. A tengerpart és Burljuk között, a francia vonal előtt, az Alma-folyó déli partján sziklafal tornyosult. A sziklák között meredek ösvények kapaszkodtak. Ezt a területet gyenge orosz erők védték.
Az oroszok kevés energiát fektettek állásaik védelmébe, a nehézlövegeket alacsony mellvéd övezte, elsősorban attól védve az ágyúkat, nehogy leguruljanak a lejtőn. Nem építettek megerősített állásokat, ahonnan a franciákat távol tarthatták volna a parti magaslatoktól, és nem voltak olyan védművek sem, amelyek a hajóágyúk lövedékei ellen óvták volna a katonákat.

## A csata

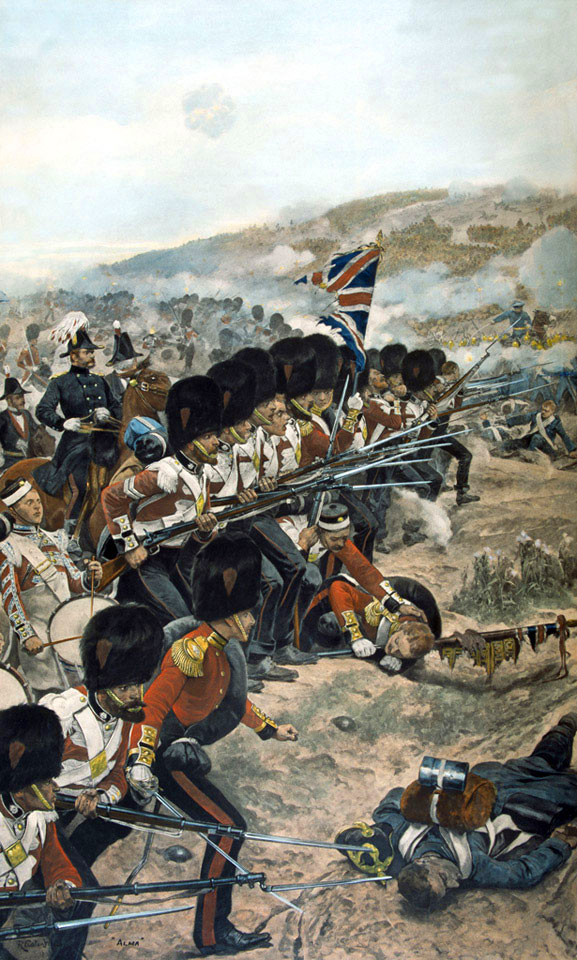
A Coldstream-zászlóalj támadása

A támadást a franciák indították a parti ösvényen és az almatamaki úton. François Certain de Canrobert tábornok csapatai Almatamaktól nyugatra átkeltek az Alma-folyón, és megmászták a Távíró-dombot a tenger felől. Az orosz előőrs felgyújtotta Burljukot, és a folyó átvágva visszavonult a dombok közé. Saint-Arnau futárt küldött Raglanhoz, hogy a britek indítsák meg a támadást az orosz főerők ellen. Raglan kiadta az utasítást a támadásra egységparancsnokainak, majd stábjával átkelt a folyón, és fellovagolt egy hegyfokra a Távíró-domb alatt, így a brit támadást az orosz vonalak mögül figyelhette.
A brit gyalogság széles vonalban, amely Burljuktól csaknem Tarhanlarig ért, elindult a folyó felé. A jobb oldalon a második hadosztály, a bal oldalon a könnyűhadosztály menetelt. A második hadosztályt a harmadik hadosztály, a könnyűhadosztályt az első hadosztály támogatta. A negyedik hadosztály a bal szárny mögött maradt, míg a könnyűlovasdandár a szárazföld felőli oldalt fedezte. A Kurganon felállított orosz üteg tüzet nyitott a britekre. Az égő Burljuk komoly gondot okozott a második hadosztálynak, amely kénytelen volt megkerülni a települést, hogy elérje a vízfolyást. Henry Adams vezérőrnagy dandárja Burljuktól keletre, John Pennefather tábornok dandárja pedig a falu nyugati oldalán került.
A gyalogság megkezdte az átgázolást a folyón, majd megpihent a túlsó part nagyjából kétméteres meredek fala alatt, amely fedezéket nyújtott az orosz lövedékek ellen. George Brown tábornok, a könnyűgyalogos-hadosztály parancsnoka fellovagolt a partra, és haladásra biztatta katonáit. A hadosztály továbbindult, és megkezdte a kapaszkodást a teraszos, falakkal tűzdelt emelkedőn. Az átkelés alatt felbomlott a brit hadrend, és az egységek némi összevisszaságban haladtak előre az akadályokkal szabdalt tájon. Amikor elérték az üteget, kiderült, hogy az oroszok már hátrébb helyezték a lövegeket, ami valószínűleg sok brit katona életét kímélte meg. Az orosz gyalogság ellentámadásba ment át, és több helyen visszaszorította a támadókat.
A tervek szerint az első hadosztálynak már fel kellett volna zárkóznia a dombon harcoló csapatok mögé, de az azt vezető György cambridge-i herceg késlekedett a parancsok kiadásával. Raglan a Távíró-dombon elfoglalt pozíciójából nem tudta a csatát érdemben vezetni, így a sereggel tartó Richard Airy altábornagy intézkedett helyette. Végül az első hadosztály is megindult, hosszú vonalban, amely túlterjeszkedett az orosz bal szárnyon, majd nekivágott az emelkedőnek. A gránátosok két sortüzet adtak le, ami visszavonulásra késztette az előttük harcoló oroszokat. A britek elérték a dombtetőt, és megindult a harc az üteg gyenge erődítményért, miközben öt ezred a Távíró-dombot rohamozta. Őket a közben a folyó átkelő lövegek tüze segítette. Az oroszok meghátráltak, és megkezdték a visszavonulást Szevasztopol felé. Lucan ismét üldözni akarta az oroszokat, de Raglan megtiltotta. Az oroszok közül 5790 ember esett el, sebesült meg vagy került fogságba. A franciák hivatalosan 1340 embert vesztettek, de Raglan csak 560-ra tette ezt a számot. A brit veszteség 2002 volt.

## Az ütközet után
Raglan arra sürgette Saint-Arnaud-t, hogy késlekedés nélkül induljanak a visszavonuló oroszok után, de a francia parancsnok ezt visszautasította. A történészi megítélés szerint ez a késlekedés tette lehetővé, hogy az oroszok rendezzék soraikat, és megfelelően felkészüljenek Szevasztopol védelmére.
Edward Bruce Hamley tábornok, aki fiatal katonaként Richard Dacres alezredes segédtisztje volt a krími háborúban, úgy emlékezett vissza, hogy a csata rávilágított a brit sereg számos gyenge pontjára, amelyek egyaránt érintették a csapatok kiképzését, fegyelmét és a parancsnoki kontrollt. Többek között nem volt koordináció a gyalogság és a tüzérség között, így az ágyúk oda lőttek, ahova az adott tüzértisztek jónak látták, egyes alakulatok alakzatba rendeződve, módszeresen nyomultak előre, mások azonban azonnal rohamra indultak, amint átjutottak a folyón, Raglan pedig olyan helyet választott magának, ahonnan semmilyen kontrollja nem volt csapatai felett.